# Kuk
Kuk (também escrito como Kek ou Keku) é a deificação do conceito primordial de escuridão na antiga religião Egípcia. Na cosmogonia do Ogdoad , seu nome significava escuridão. Como um conceito, Kuk, era vista como andrógino, sua forma feminina era conhecida como o Kauket (também escrito como Keket), que é simplesmente a forma feminina da palavra Kuk.

Kuk = Érebo (Mitologia Grega)
Kauket = Nix (Mitologia Grega) 
Como todos os quatro conceitos dualistas do Ogdoad, Kuk na forma masculina era retratado como um sapo, ou como um sapo com cabeça humana e a forma feminina como uma serpente, ou uma cobra com cabeça de mulher. Como símbolo das trevas, Kuk também representava obscuridade e o desconhecido, e, portanto, o Caos. Também, Kuk era visto como o que ocorreu antes da luz, assim, era conhecida como o portador de luz.
Os outros membros da Ogdoad eram Nu e Naunet, Amon e Amaunet, Huh e Hauhet.